# シュウ酸CoAトランスフェラーゼ
シュウ酸CoAトランスフェラーゼ(Oxalate CoA-transferase、EC 2.8.3.2)は、以下の化学反応を触媒する酵素である。
スクシニルCoA + シュウ酸{\displaystyle \rightleftharpoons }コハク酸 + オキサリルCoA
従って、基質はスクシニルCoAとシュウ酸の2つ、生成物はコハク酸とオキサリルCoAの2つである。
この酵素は転移酵素、特にCoAトランスフェラーゼに分類される。系統名は、スクシニルCoA:シュウ酸CoA-トランスフェラーゼ(succinyl-CoA:oxalate  CoA-transferase)である。この酵素は、グリオキシル酸及びジカルボン酸の代謝に関与している。